# Das Vokalprojekt
Das Vokalprojekt ist ein im Jahr 2013 gegründeter Kammerchor mit Sitz in Berlin.

## Der Chor
Seit seiner Gründung im Jahr 2013 trifft sich das 25-köpfige Ensemble in etwa zweimal pro Jahr zu einer Proben- und Konzertphase. Der Chor hält dabei engen Kontakt zu zeitgenössischen Komponisten, wie Heinrich Hartl oder Holmer Becker. Uraufführungen gehören dabei zum Repertoire wie die Meisterwerke der Alten Musik, sodass der Chor nicht auf eine musikalische Epoche festgelegt ist.
Das Ensemble besteht aus Sängern aus allen Teilen Deutschlands, wobei die Männerstimmen größtenteils aus ehemaligen Knabenchorsängern verschiedener Knabenchöre bestehen, während viele Frauenstimmen in Mädchenchören oder im Gesangsstudium ausgebildet wurden.
Geleitet wird der Chor von Julian Steger.

## Zusammenarbeit mit renommierten Orchestern und Dirigenten
Das Vokalprojekt arbeitete bereits mit Orchestern wie der bayerischen Kammerphilharmonie sowie den renomminierten Dirigenten Alessandro De Marchi und Reinhard Goebel zusammen. Daraus entstanden Musikmitschnitte wie Leopold Mozart: Missa Solemnis und Das Vokalprojekt live, veröffentlicht durch den Bayerischen Rundfunk. Das Ensemble gastierte unter anderem beim Mozartfest Augsburg und bei den Innsbrucker Festwochen der Alten Musik.